# 정윤용
정윤용(鄭允容, 1792년 ~ 1865년)은 조선 순조-철종 때의 학자이다. 호는 수암(睡庵). 밀양 부사·공주 판관(公州判官)을 지냈으며, 저서에 수필집 <수암만록(睡庵漫錄)>과 국문 연구서인 <자류주석(字類註釋)>이 있다.

## 자류주석
자류주석(字類註釋)은 조선 철종 때 정윤용이 지은 한자 독본이다. 내용은 최세진의 <훈몽 자회>를 본떠서 하늘·땅·사람·사물 등 4부분으로 나누어서 한자 약 1만 8백 자를 풀이해 놓은 것으로 이 책의 첫머리와 끝에 작자의 한글에 대한 견해가 적혀 있다.